# 게르마니카 제1군단
게르마니카 제1군단(Legio I Germanica)은 기원전 48년 율리우스 카이사르가 폼페이우스와의 내전에서 자신의 전력을 확충하기 위해 창설한 군단이었다. "게르마니카"라는 칭호는 소속 군인들의 출신지가 아니라 게르만 전쟁에서의 복무를 가리키는 것이다. 바타비아 반란 (서기 70년) 이후, 게르마니카의 잔존 병력은 갈바의 7군단에 편입되었고, 이 군단은 게미나 제7군단이 되었다. 제1군단의 상징은 알려져 있지 않지만, 카이사르가 창설한 다른 모든 군단(알라우다 제5군단 제외)처럼 타우루스였을 것으로 추측된다.
게르마니카 제1군단의 창설에 대해서는 세 가지 가설이 있다. 가장 유력한 설은 기원전 48년 율리우스 카이사르가 폼페이우스와의 내전에서 승리하기 위해 창설했다는 것이다. 1군단은 디라키움 전투에서 처음으로 전투에 참여했다. 그렇다면 기원전 48년에 벌어진 파르살루스 전투에서도 싸웠을 것이다. 또 다른 가설은 1군단이 폼페이우스에 의해 조직되었고 파르살루스, 탑수스, 문다에서 카이사르를 상대로 싸웠다는 것이다.
세 번째 이론은 카이사르의 추종자이자 기원전 43년에 마르쿠스 안토니우스에게 맞서 싸우다 포룸갈로룸 전투에서 죽은 가이우스 비비우스 판사 카에트로니아누스가 1군단의 창설을 주도했다는 것이다. 이 가설이 맞다면 제1군단은 그 해에 해당 전역을 위해 모집되었을 것이다.
누가 1군단을 창설했든간에, 제1군단은 아우구스투스가 물려받았음으로 그의 지휘하에서 뛰어난 공로를 인정받아 아우구스타라는 칭호를 받았어야 했다. 그러나 아우구스타 제1군단은 존재하지 않았다. 칸타브리아 전쟁에서 패배하고 아스투르와 칸타브리아인에게 아퀼라를 빼앗기자 아우구스타라는 칭호가 박탈되었다.
군단은 기원전 36년 시칠리아에서 섹스투스 폼페이우스와 싸웠다. 아우구스투스는 전투에서 패배한 후 1군단을 지원군으로 요청했다.

## 히스파니아에서의 굴욕
내전 이후 군단은 아우구스투스의 군에 합류했다. 이 군단은 마르쿠스 아그리파가 아우구스투스를 위해 지휘한 칸타브리인에 대한 히스파니아 정복 전쟁에 참여하여 대패를 당했던 제1군단과 동일한 군단으로 여겨진다. 히스파니아에서 발굴된 동전에 새겨진 비문은 기원전 30년에서 16년 사이에 1군단의 일부가 히스파니아 타라코넨시스에 주둔하여 칸타브리아 전쟁에 참전했음을 암시한다. 디오 카시우스( 54.11.5 )는 해당 전쟁에서 로마군이 패배를 겪은 후 한 군단이 아우구스타라는 칭호를 박탈당했다고 언급했다. 이 두 가지 언급은 같은 군단을 언급한 것으로 여겨지며, 이로 인해 초기 1군단의 명칭과 상징이 기록에 존재하지 않았던 것이다. 스페인에 있는 동안 군단은 아키 식민 도시를 건설하는데 도움을 주었다.

## 게르마니아에서의 뛰어난 활약
세기가 바뀔 무렵 제1군단이 라인강 전선으로 이동했다. 군단은 티베리우스 황제의 빈델리시족과의 전쟁을 돕기 위해 라인강으로 이전되었을 것이라고 추측된다. 타키투스의 연대기에서는 그들이 티베리우스로부터 군단기를 수여받았다고 언급하지만 언제 받았는지는 불분명하다. 이 기록은 새로운 군단이나 재창설된 군단만이 아퀼라를 수여받는다는 로마의 기존 관행에 위배되어 논란이 되었다. 다른 학설에서는 1군단이 콘스탄츠 호수 근처의 전투에서 승리한 후에 새로운 군단기를 받았다고 추측한다. 게르마니아에서의 활약으로 군단은 명예를 회복하여 게르마니카(Germanica)라는 칭호를 얻었다. 1군단이 정확히 언제 이 칭호를 수여받았는지는 알려져 있지 않다. 아마도, 게르마니카라는 칭호는 드루수스 휘하에서 1군단이 게르만 원정을 수행한 것에 대한 보상으로 부여되었을 것이다. 드루수스는 매우 인기가 많았고 그는 자신의 수하들이 활약을 한다면 그에 마땅한 명예를 얻을수 있도록 하였다.

## 리메스 게르마니쿠스에서의 반란
바루스의 패배 후, 아우구스투스의 양자 티베리우스(드루수스의 형제)가 라인 강의 군사령관으로 임명되었고, 라인 강 전선 방어군은 8개 군단으로 증원되었다. 서기 13년 티베리우스가 이탈리아로 복귀했을 때, 아우구스투스는 드루수스의 아들 게르마니쿠스를 라인 강 8개 군단의 사령관으로 임명했다. 그 다음해에 아우구스투스가 죽고, 티베리우스가 그를 계승했다.
그 시기 판노니아의 여름 주둔지에 있던 3개 군단의 사령관 유니우스 블라이수스는 군인들에게 휴가를 주었다. 그 자리에서 행사의 바람잡이(박수꾼)였던 군인 페르세니우스는 군인들의 대우에 관해 연설했다. 그는 군인들에게는 고정 계약, 그리고 25~30년이 아닌 16년의 복무 기간, 그리고 급여 인상이 필요하다고 주장했다. 연설은 군인들의 공감을 얻었고 병사들의 분위기는 점차 험악해졌다. 그가 연설하는 동안 사람들은 그의 주위에 흙으로 단상을 쌓고 군단기를 가져왔으며, 그것은 법무관인 블레이수스의 주의를 끌었다. 그는 병사들을 설득할 수 없자, 호민관 직위를 가진 자신의 아들을 티베리우스에게 보내 요구 사항을 전달하기로 했다. 병사들은 일단 진정하고 답변을 기다리기로 했다.
대규모 항명 사태에 대한 소식은 근처 나우포르투스에 있는 군단의 건설 인부들에게 전해졌다. 그들은 지휘관인 아우피디에누스 루푸스를 체포하여 무거운 짐을 들고 귀환 행렬의 선두에 서서 행진하게 했고, 그동안 그에게 기분이 어떻냐고 조롱했다. 그들은 행진로에 있던 마을을 약탈했다. 그들은 주둔에 도착하자마자 폭동을 일으켰다. 블레이수스는 이를 진압하기 위해 반란에 가담하지 않은 장병들에게 명령을 내려 폭도들을 경비소에 가두었지만, 폭도들은 풀려났고, 호민관들은 진영에서 쫓겨났으며, 평소에 잔혹했던 백인대장은 살해되었다.
게르마니아 인페리오르 지역에 주둔하고 있던 제21군단 라팍스, 제5군단 알라우데, 제20군단 발레리아 빅트릭스는 여름 주둔지에서 반란이 일어났다는 소식을 들었다. 로마에서 온 새로운 신병들에게 선동당한 병사들은 백부장들을 기습 공격하여 많은 백부장을 때려 죽이고 그 시체를 라인강에 던졌다. 최고 사령부는 고립되었고, 병사들이 주둔지를 자체적으로 운영하기 시작했다. 반란 소식을 듣고, 게르마니쿠스는 갈리아에서의 세금 징수 임무를 중단하고 소규모 수행원만을 데리고 진영으로 서둘러 복귀했다. 그는 아버지인 드루수스만큼이나 인기가 많았다.
게르마니쿠스는 병사들과 어울리고 그들이 가진 불만을 들어준 다음, 그들을 설득해 대형을 갖추게 한 뒤 군단기를 꺼내 병사들 모두와의 대화를 시작했다. 어느 시점에 병사들은 게르마니쿠스에게 채찍질로 인한 상처를 보여주기 위해 등을 보여주었으며 또 한 시점에 게르마니쿠스는 칼을 뽑아 자신이 자살하는 것으로 사태를 마무리할 것을 제안했지만 제지당했다. 한 병사는 그에게 더 날카로운 칼을 주었다. 그 후 게르마니쿠스는 자신의 천막으로 물러갔다.
그곳에서 그는 항명 사태가 국가적 문제로 비화되기 직전이라는 소식을 들었다. 반란군측 사절들이 쾰른으로 파견되었으며, 도시를 불태우고 갈리아 전체를 약탈할 계획이 세워져 있었다. 국경 너머의 적군은 사태에 대해 관심을 가지고 지켜보며 개입할 기회를 노리고 있었다. 이러한 로마 전체에 대한 위협을 깨닫고, 병사들은 면책, 두 배의 급여(게르마니쿠스가 기꺼이 그 자리에서 자신의 돈으로 지불함), 그리고 16년의 복무기간이라는 조건으로 타협했다. 제1군단과 제20군단은 쾰른으로 복귀했고, 게르마니쿠스는 타협 조건에 대한 티베리우스와 원로원의 승인을 받으러 떠났다.
게르마니쿠스는 원로원의 사절을 데리고 밤에 쾰른으로 돌아왔는데, 병사들이 이를 보고 게르마니쿠스가 약속을 지키지 않을 것이라고 오해했다. 그들은 밤중에 게르마니쿠스를 침대에서 끌어냈지만, 다음날 병사들의 오해는 풀렸다. 화가 난 게르마니쿠스는 임신한 아내와 어린 아들을 안전한 곳으로 보내려고 했지만, 군인들이 그들이 우는 소리를 듣고 나와서 그들을 구속했다. 흥분한 게르마니쿠스는 그 자리에서 역사상 가장 위대한 연설 중 하나를 했는데, 연설이라는 분야에서 대대로 이름을 떨친 가문의 일원이라는 것을 증명하듯 그는 병사들 모두를 설득하는데 성공했다.
게르마니쿠스에게 설득된 병사들은 호민관이 주관하는 군사재판을 통해 사태를 진정시켰다. 주동자들은 족쇄에 묶여 연단에 세워졌고 병사들 앞을 한명씩 걸어서 지나가게 했다. 병사들은 목소리를 내어 이들의 유죄와 무죄를 투표했다. 유죄 판결을 받은 사람들은 연단에서 끌어내려져 병사들에 의해 처형되었다.  그 다음에는 각 백부장들이 호민관에게 나아가 직위 유지 여부를 판명받았다. 호민관의 인정을 받은 이들은 직위를 유지했으며 그렇지 못한 이들은 그 자리에서 해임되었다. 게르마니쿠스는 타협 조건을 충실히 지켰다. 이후 게르마니쿠스는 로마로 복귀했다.
쾰른 요새가 해체된 후 군단은 본으로 이전되었다.

## 네로에 대한 반란
서기 67년, 네로의 지위는 매우 불안정해졌다. 원로원에 소속된 대다수의 의원들이 그에게 불만을 품었고, 여러 속주 총독들이 네로를 배제하는 것에 대해 논의하기 시작했다. 아프리카 총독 루시우스 클로디우스 마케르와 갈리아 루그두넨시스의 총독 가이우스 율리우스 빈덱스 또한 네로에 대한 불만을 품고 있었다. 히스파니아 타라코넨시스의 총독인 세르비우스 술피키우스 갈바가 네로에 대한 반란을 일으켰을 때 두 사람 모두 그를 지원했다. 제1군단은 황제인 네로를 지지했다. 군단은 가이우스 율리우스 빈덱스를 격퇴하는데 성공했지만 갈바는 결국 황제로 등극했다. 그 아후 제1군단은 게르마니아 인페리오르의 총독인 비텔리우스를 황제로 지지했으며 비텔리우스는 황제로 등극하는데 성공했다. 비텔리우스는 후에 베스파시아누스에 의해 폐위되었다.

## 최후의 패배와 해체
바타비아 반란을 진압하기 위한 로마의 원정 부대가 나이메헌 근처에서 패배했고 얼마 지나지 않아 두개의 군단이 크산텐 에서 포위당했다. 헤레니우스 갈루스가 이끄는 제1군단과 제16군단 갈리카, 게르마니아 수페리어에 주둔한 제22군단 프리미게니아가 그들을 구출하려 시도했지만, 그들은 결국 70년 3월에 항복했다. 구출 시도에 실패했던 두 군단, 제1군단과 제16군단 갈리카도 얼마 지나지 않아 항복했다.
베스파시아누스 황제가 퀸투스 페틸리우스 케리아리스가 이끄는 강력한 군대를 파견하여 라인란트의 통제권을 회복하고 바타비아 반란을 진압하기까지는 몇 달이 걸렸다. 이후 제1군단의 잔존 부대는 제7군단 갈비아나와 합쳐져 제7군단 게미나로 재편성되었다. 1군단은 부대가 항복한 70년경에 해체되었을 것이다.
| 이름                         | 직위                      | 시기           | 위치       | 출처                        |
| ---------------------------- | ------------------------- | -------------- | ---------- | --------------------------- |
| 파비우스 발렌스              | 레가투스 레기오니스       | 68-69          | 게르마니아 | 타키투스, 역사 I.57         |
| 헤레니우스 갈루스            | 레가투스 레지오니스       | 69-70          | 게르마니아 | 타키투스, 역사 IV.19        |
| 토르콰투스 노벨루스 아티쿠스 | 트리부누스 라티클라비우스 | 서기 30년 이전 | 게르마니아 | 《CIL》 XIV, 3602 = ILS 950 |